# نابارنگپور
نابارنگپور (به انگلیسی: Nabarangpur) یک منطقهٔ مسکونی در هند است که در بخش نابارنگپور واقع شده‌است. نابارنگپور ۳۶٬۹۴۵ نفر جمعیت دارد و ۵۵۷ متر بالاتر از سطح دریا واقع شده‌است.